# Szolipszizmus
A szolipszizmus a latin „solus” (egyedül) és „ipse” (magam) szavakból képzett kifejezés. A lételméleti szolipszizmus annyit jelent, hogy tulajdonképpen csak én magam vagyok, rajtam kívül senki és semmi nincs. Minden létező csak a tudatom terméke. Az objektív világ, beleértve a többi embert is, csak az egyén tudatában létezik.

## Helye a filozófiatörténetben
A szolipszizmus a legkövetkezetesebb szubjektív idealista irányzat; a szubjektív idealizmus következetes végiggondolása mindenképpen szolipszizmushoz vezet. George Berkeley mellett Johann Gottlieb Fichte és az immanens iskola tagjai közelítették meg leginkább ezt az elméletet. A következetes szolipszizmus megfosztja az emberi tevékenységet és gondolkodást minden értelmétől, ezért a szubjektív idealista filozófusok általában tartózkodnak annak végig vitelétől, és valamiféle általános emberi vagy isteni tudatot tételeznek az egyéni tudat felett.
A szolipszizmus ismeretelméleti alapja az, hogy annak hívei a megismerés forrásai közül abszolutizálják az érzékelést.

## Magyar képviselője
A szolipszizmusnak mint filozófiai irányzatnak a legismertebb magyar képviselője László András. Saját megfogalmazásában a szolipszizmus lényege a következő: A filozófiai és filozófia-feletti szolipszizmus értelmében sok létező van, sok személy, sok ember – de Alany csak egy van. Én – mint személy – egy vagyok a személyek, emberek, a létezők között, de Alanyként (mint ‚subiectum’, mint ‚auton’, mint ‚Selbst’ – mint ‚Ich-Selbst’, mint ‚ātmā’ és mint ‚aham-ātmā’) egyedül vagyok az egész tudati létben. Egyszerre vagyok (s itt csakis az egyes szám első személyben való fogalmazás lehet helyénvaló) – személy és alany. Önmagamat csak a személyemből – mint a személyi identifikáció kiinduló pontjából – vezethetem vissza önmagamhoz mint Alanyhoz. Az Alanyba redukált Alany többé már Alanynak sem nevezhető: ez a metafizikai abszolútum, az abszolút metafizikum.

## A szolipszizmus materialista kritikája
A szolipszizmussal szemben Karl Marx a  2. Feuerbach-tézisben fogalmazta meg, hogy a külvilág valóságosságának kérdése nem elméleti, hanem gyakorlati kérdés.
Lenin a Materializmus és empiriokriticizmus című művében foglalkozott részletesen a szolipszizmus bírálatával.

## A szolipszizmus a művészetben
A szolipszizmus egyik válfaját közérthető formában a Mátrix (1999) című film jeleníti meg. Ide sorolható még a Nyisd ki a szemed c. spanyol film, és amerikai remake-je a Vanília égbolt (2001).